# 3881 Doumergua
3881 Doumergua (1925 VF) là một tiểu hành tinh vành đai chính được phát hiện ngày 15 tháng 11 năm 1925 bởi Jekhowsky, B. ở Algiers.